# Lannea katangensis
Lannea katangensis är en sumakväxtart som beskrevs av Van der Veken. Lannea katangensis ingår i släktet Lannea och familjen sumakväxter. Inga underarter finns listade i Catalogue of Life.